# 政治経済 (2ちゃんねる・5ちゃんねるカテゴリ)
政治経済（せいじけいざい）は、匿名掲示板2ちゃんねる（2ちゃんねる (2ch.net)、2ちゃんねる (2ch.sc)、5ちゃんねる）のカテゴリの一つ。政治・経済・金融といった分野を扱う。

## 歴史
- 1999年5月30日 - 政治板(当時は政治経済金融板)新設
- 1999年6月27日 - 株式板新設
- 1999年8月11日 - 創価・公明板新設
- 1999年11月16日 - 政治思想板新設
- 2000年1月11日 - 共産党板新設
- 2000年8月16日 - 経済板新設
- 2000年11月5日 - 金融板新設
- 2001年3月23日 - ゴーマニズム板新設
- 2002年2月1日 - 先物板新設
- 2004年1月17日 - 市況1板・市況2板・投資一般板新設
- 2005年11月19日 - 外交政策板・交通政策板新設
- 2006年6月17日 - 株個別銘柄板新設

## 掲示板
15個の板からなる（2009年7月現在）。

### 政治板
政治や政策に関する話題を扱う板である。

### 外交政策板
外交政策に関する話題を扱う板である。

### 交通政策板
交通の政策に関する話題を扱う板。正式名称は「交通政策＠2ch掲示板」である。
日本の政策シリーズの板の2番目として新設された。構想段階の鉄道・道路・空港計画や、住人の妄想に近い計画を話し合うマニアックなスレが多い。過疎気味であるため、信号機や高速道路のエリアガイドなど、他の板で排他されやすい話題のスレが生き残りやすい環境にある。自転車のマナーや暫定2車線の高速道路の危険性などの身近な交通問題を世間の注目を浴び始める前から提起しているスレもある。
板住民は運輸・交通板、鉄道路線・車両板、車板、エアライン板、航空・船舶板、バイク板などの交通関連板の住民から成り立っている。

#### 板の歴史
- 2005年11月19日 交通政策板として新設される。(that4)
- 2007年1月11日 サーバー移転。(that4→society4)
- 2007年1月26日 サーバー移転。(society4→society5)
- 2007年2月19日 サーバー移転。(society5→society6)
- 2010年8月2日 サーバー移転。(society6→kamome)

### 経済板
経済に関する話題を扱う板である。

### 株式板
株式に関する話題を扱う板である。

### 株個別銘柄板
個別の銘柄の株式に関する話題を扱う板である。

### 投資一般板
投資に関する一般的な話題を扱う板。固定ハンドルの投資売買記録についてもここが使用されている。

#### 板の歴史
- 2004年1月17日 - 株式板と同じmoneyサーバに新設される。（市況1板・市況2板と同時に新設されており、事実上の株式板4分割とも言える。）
- 2004年3月22日 - money2に移転。
- 2004年5月7日 - money3に移転。
- 2004年5月19日 - 板内で実況が行われているとの理由で、板停止となる。
- 2004年5月20日 - 実況用サーバのlive9に移転し、再開。
- 2004年7月10日 - live13に移転。
- 2004年11月15日 - live19に移転。
- 2006年12月30日 - live25に移転。
- 2007年12月3日 - live27に移転。
- 2008年7月4日 - changiに移転。
- 2010年7月31日 - yuzuruに移転。

### 市況1板
国内株式市場を実況するための板。

#### 板の歴史
- 2004年1月17日 - 株式板と同じschool2サーバに、市況2板・投資一般板と同時に新設される。
- 2004年2月11日 - サーバ移転(school2→live9)。
- 2004年5月20日 - 板を一時閉鎖。同日復活[1]。
- 2004年7月10日 - サーバ移転(live9→live13)。
- 2004年11月15日 - サーバ移転(live13→live19)。
- 2005年2月22日 - サーバ移転(live13→news19)。
- 2006年1月17日 - サーバ移転(live19→ex13)。
- 2007年1月20日 - サーバ移転(live13→ex20)。
- 2007年2月8日 - サーバ移転(live20→ex21)。
- 2007年3月9日 - サーバ移転(live21→ex22)。
- 2007年6月6日 - サーバ移転(live22→ex23)。
- 2007年12月15日 - サーバ移転(live9→namidame→ex23)。
- 2007年12月16日 - サーバ移転(ex23→mamono)。
- 2008年10月13日 - サーバ移転(mamono→anchorage)。
- 2010年6月2日 - サーバ移転(anchorage→live28)。
- 2010年6月17日 - サーバ移転(live28→hayabusa)。
- 2010年6月19日 - サーバ移転(hayabusa→tsushima)。
- 2010年8月1日 - サーバ移転(tsushima→kamome)。
- 2010年9月8日 - 一斉にdat消える。
- 2011年12月10日- サーバ移転(kamome -> awabi)。
- 2012年2月4日 - サーバ移転(awabi→hayabusa3)。

### 市況2板
外国為替市場・海外の株式市場・経済番組をメインに実況する板である。実際のところ、外国為替市場の話題が大半を占めている。ドルやユーロ、日本円などの基軸通貨のスレッドは流れが非常に速く、相場が荒れた場合は阿鼻叫喚の切実なレスで溢れかえる事も多い。わざわざそれを見るために常駐している、所謂「ROM専」が非常に多い板でもある。通称「天国に一番近い板」。

#### 板の歴史
- 2004年1月17日 - 株式板と同じschool2サーバに、市況1板・投資一般板と同時に新設される。
- 2004年2月11日 - サーバ移転(school2→live9)。
- 2004年5月20日 - 板を一時閉鎖。同日復活[1]。
- 2004年7月10日 - サーバ移転(live9→live13)。
- 2004年11月15日 - サーバ移転(live13→live19)。
- 2006年12月30日 - サーバ移転(live19→live25)。
- 2007年12月3日 - サーバ移転(live25→live27)。
- 2008年7月4日 - サーバ移転(live27→changi)。
- 2008年12月3日 - サーバ移転(changi→anchorage)。
- 2010年6月2日 - サーバ移転(anchorage→live28)。
- 2010年6月17日 - サーバ移転(live28→hayabusa)。
- 2010年6月19日 - サーバ移転(hayabusa→tsushima)。
- 2010年8月1日 - サーバ移転(tsushima→kamome)。
- 2011年12月10日- サーバ移転(kamome -> awabi)。
- 2012年2月4日 - サーバ移転(awabi→hayabusa3)。

### 先物板
先物に関する話題を扱う板である。

### 創価・公明板
公明党とその支持母体創価学会に関する話題を扱う板。ローカルルールで他の宗教団体については心と宗教板に書くことになっている。正式名称は創価・公明＠2ch掲示板。

### 共産党板
日本共産党やその他左派政党、左翼過激派などに関する話題を扱う板。
戦前非合法の日本共産党や戦後の新左翼過激派に関する武力闘争の話題から、合法的に選挙に基づいて政界に進出した日本共産党を含めた左派議会政党に関する政治の話題までスレッドが立っている。

### 政治思想板
政治思想に関する話題を扱う板である。

### ゴーマニズム板
小林よしのりの主張漫画『ゴーマニズム宣言』を中心とした、小林よしのりの評論活動を主に扱う板である。正式名称は「ゴーマニズム宣言関連＠2ch掲示板」である。

### 金融板
金融に関する話題を扱う板。銀行や信用金庫や証券会社などの金融機関を主に扱う。正式名称は「金融＠2ch掲示板」である。